# İsmail
İsmail ist ein türkischer männlicher Vorname.

## Herkunft und Bedeutung
İsmail ist die türkische Form des hebräischen Namens Ismael mit der Bedeutung „Gott (er)hört“. Die arabische Form und Schreibweise des Namens ist Ismail.

## Namensträger

### Vorname
- İsmail Akçay (* 1942), türkischer Marathonläufer
- İsmail Arca (* 1948), türkischer Fußballspieler und -trainer
- İsmail Baydil (* 1988), türkischer Fußballspieler
- İsmail Beşikçi (* 1939), türkischer Soziologe und Schriftsteller
- İsmail Hakkı Bursevî (1653–1725), osmanischer Mystiker, Gelehrter, Musiker und Dichter
- İsmail Cem (1940–2007), türkischer Journalist und Politiker
- İsmail Demirci (* 1984), türkischer Schauspieler
- İsmail Demiriz (* 1962), türkischer Fußballspieler und -trainer
- İsmail Deniz (* 1979), deutsch-türkischer Theater- und Filmschauspieler
- İsmail Ertekin (* 1959), türkischer Fußballspieler und -trainer
- İsmail Filiz (* 1980), türkischer Schauspieler
- İsmail Gasprinski (1851–1914), krimtatarischer  Intellektueller, Pädagoge, Verleger und Politiker
- İsmail Güldüren (* 1979), türkischer Fußballspieler
- İsmail Güven (* 1994), türkischer Fußballspieler
- İsmail Güzel (* 1986), türkischer Ringer
- İsmail Kartal (* 1961), türkischer Fußballspieler und -trainer
- İsmail Kaşıkçı (* 1952), türkischer Energietechnik-Ingenieur und Hochschullehrer
- İsmail Necdet Kent (1911–2002), türkischer Diplomat
- İsmail Hakkı Ketenoğlu (1906–1977), hoher türkischer Jurist
- İsmail Kılıç Kökten (1904–1974), türkischer Archäologe
- İsmail Konuk (* 1988), türkischer Fußballspieler
- İsmail Köybaşı (* 1989), türkischer Fußballspieler
- İsmail Kurt (1934–2017), türkischer Fußballspieler und -trainer
- İsmail Odabaşı (* 1991), türkischer Fußballspieler
- İsmail Ogan (1933–2022), türkischer Ringer
- İsmail Şahin (* 1975), türkisch-deutscher Schauspieler
- İsmail Ege Şaşmaz (* 1993), türkischer Schauspieler
- İsmail Taviş (* 1964), türkischer Fußballspieler und -trainer
- İsmail Türüt (* 1965), türkischer Volksmusiker

### Nachname
- Yusuf İsmail (1857–1898), Profi-Ringer aus dem Osmanischen Reich

### Künstlername
- İsmail YK (İsmail Yurtseven; * 1978), deutsch-türkischer Popmusiker

## Weiteres
- İsmail-Ağa-Gemeinde, islamische Gemeinschaft im Istanbuler Viertel Çarşamba